# 荒木経惟
荒木 経惟（あらき のぶよし、1940年〈昭和15年〉5月25日 - ）は、日本の写真家、現代美術家。「アラーキー」の愛称で知られ、丸い縁の黒めがねをトレードマークとする。

## 経歴
- 1940年（昭和15年） - 東京府東京市下谷区（現・東京都台東区）三ノ輪で生まれる。
- 1959年（昭和34年） - 東京都立上野高等学校を卒業する。同期に立花隆がいる。
- 1963年（昭和38年） - 千葉大学工学部写真印刷工学科を卒業後、電通に宣伝用カメラマンとして勤める。
- 1964年（昭和39年） - 写真集「さっちん」で第1回太陽賞受賞。
- 1971年（昭和46年） - 電通で同僚の青木陽子と結婚する。
- 1972年（昭和47年） - 電通を退社してフリーになる。
- 1974年（昭和49年） - 東松照明、細江英公、森山大道、横須賀功光、深瀬昌久らと「WORKSHOP写真学校」の設立に参加する。
- 1988年（昭和63年） - 安斎信彦、田宮史郎と、三人の頭文字からなる事務所「AaT ROOM」を設立する。
- 1990年（平成2年） - 「写真論」「東京物語」で第2回写真の会賞受賞。日本写真協会年度賞受賞。
- 1991年（平成3年） - 東川賞国内作家賞受賞。
- 1992年（平成4年） - 「空景／近景」で第4回写真の会賞受賞。
- 1994年（平成6年） - 日本文化デザイン賞大賞受賞。
- 1999年（平成11年） - 織部賞受賞。
- 2008年（平成20年） - オーストリアより科学芸術勲章受章。
- 2011年（平成23年） - 安吾賞受賞。
- 2013年（平成25年） - 毎日芸術賞特別賞受賞。

## 概要
父の長太郎は下駄職人で、アウトローというわけではなかったが若気の至りで刺青を入れていた。長太郎は近所でも有名なアマチュアカメラマンとしても活躍し、荒木がカメラマンになるきっかけを与えた。生家の近所に位置する「投げ込み寺」として有名な浄閑寺が、彼の死生観を決定付けたと語っている。
高校時代からカメラ雑誌やオートバイ雑誌への写真投稿を始め、本人曰く「大学の学費は全て写真投稿による賞金で賄った」という。大学は「写真をやっているところ」として日本大学芸術学部、写真短期大学（現・東京工芸大学）、千葉大の3つが候補に上がったが「国立なので学費が安い」ということで千葉大を選んだ。大学在学中に既に『日本カメラ』等の雑誌で入選するなどカメラマンとして頭角を現していたため、本人によれば「朝日新聞社からも誘いがあったが、報道カメラマンは好き勝手な撮影ができない」ことを嫌気し、ちょうど大学の先輩から「電通なら遊んでられる」と誘いがあり電通に入社した。
写真集の発行点数がきわめて多く、私家版を含めて400冊以上を発表している。ヌード写真や近年は少女も含む人物写真を得意とするが、花などの静物写真、東京を対象とした都市写真の作品も多く、人情味溢れるスナップ写真も有名である。
岡本太郎を尊敬し、好きで好きで堪らなかったが遂に太郎にレンズを向ける機会に恵まれなかった。2006年に岡本太郎の正体をつかむため、彼の作品をカメラに収めることを決意した。
1990年に、亡くなった妻の陽子を撮影して話題となる。この写真を発表した写真集『センチメンタルな旅・冬の旅』をめぐり、意見が対立した篠山紀信としばらくのあいだ絶縁状態が続いた。
2006年9月には、ベルギーのシャルルロワの写真美術館で個展を開催中に、美術館外壁に貼られていた女性の写真に火炎瓶を投げつけられる事件が起きた。
弟子に写真家野村佐紀子がいる。2013年末に前立腺癌による網膜中心動脈閉塞症のため右眼の視力を喪失する。2014年に、撮影したポジフィルムの右部分を黒マジックで塗りつぶした新シリーズ「左眼ノ恋」を発表する。

### 写真以外の活動

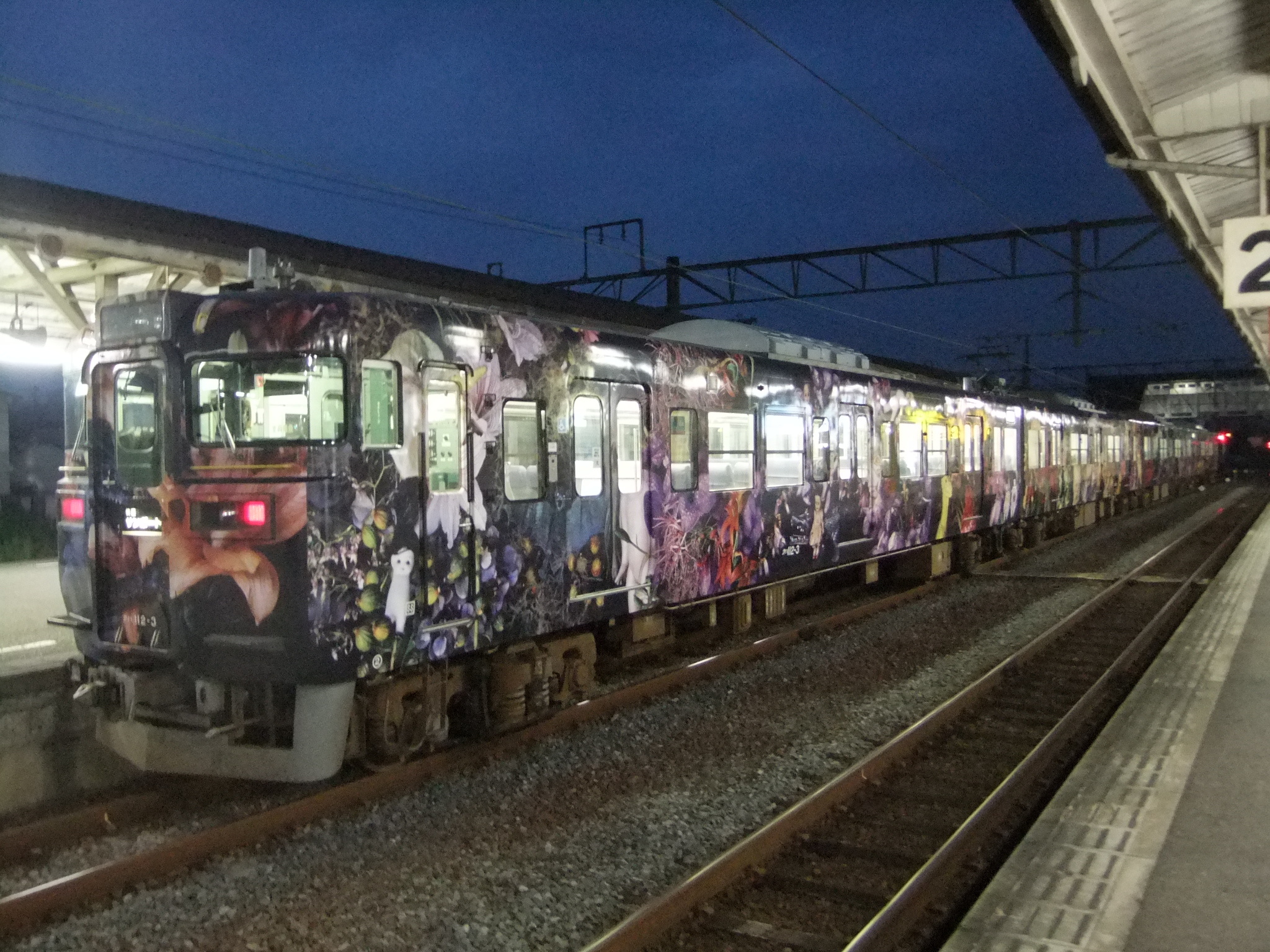
JR四国 アラーキー列車

1981年 自身の私生活をそのまま映画にしたようなアラキズム映画・日活ロマンポルノ『女高生偽日記』を監督し、自身も出演、「女優にほとんど前貼りなしでやらせた(?)」と豪語した。
1997年 荒木と妻の陽子が著した私的小説を原作に、竹中直人が監督して主演する映画「東京日和」が制作されて荒木が駅員の役で出演した。
「アラキネマ」と称するスライド写真と音楽を同期して投影するライブパフォーマンスを1986年から行っており、映像化したビデオをQuest社から2010年までに30本発表している。パフォーマンスとしての「アラキネマ」は、AaT RooMの田宮史郎と安斎信彦の二人の操作と、安田芙充央のピアノで構成される。
2013年の「瀬戸内国際芸術祭」で荒木作品をJR四国の113系にラッピングした「アラーキー列車」を発表し、3月から11月にかけて運行した。

## セクハラ問題
美術家で元ファッションモデルの湯沢薫は、荒木から性的虐待を受けたと2017年8月5日にFacebookで公にした。湯沢が19歳（1990年頃）のときに荒木と雑誌の仕事をした際に被害を被り、精神疾患を患ってモデル業を休業したと、虐待の具体的内容の記述を避けつつ記した。心的外傷は現在も払拭できず、荒木の顔写真や作品を目にすると心身に異常を覚えると述べた。冒頭に「What's about art?（芸術とは何か？）」と記して（正確にはWhat is art?もしくはWhat is art about?とすべきである）、芸術の名のもとに性的虐待が行われたことを批判し、荒木の作品を芸術として享受している人々に対して疑義を呈した。
舞踊家で元モデルのKaoRiは、2001年から2016年にかけて荒木の被写体モデルを務め「ミューズ」と称されていたが、その間に荒木から精神的苦痛を被ったと、2018年4月1日にウェブサービス「note」で公にした。荒木と契約書を交わさなかったために、撮影やパフォーマンスの報酬などで不平等な関係を強いられ続けて、経済的困窮に追い込まれた。荒木が都度公言していた「ミステリアスで、なんでもする女」との印象は自身にとって不本意ながら、彼を取り上げる写真業界やさまざまなマスメディアによって流布され、ストーカー、嫌がらせ、窃盗などの被害をたびたび被った。荒木に待遇の改善を繰り返し求めたがすべて無視されたあげく、逆に営業妨害、名誉棄損と恫喝された。長期にわたる精神的苦痛に耐えかねて自殺も思案した。これらを記しつつ、荒木の人権感覚や芸術を口実に搾取を正当化する姿勢、彼を肯定的に扱う業界やマスメディアを非難した。
このKaoRiによる告発は、2017年に始まった＃MeToo運動と呼応するスキャンダルとして国内にとどまらず海外メディアもこれを取り上げ、大きな議論を呼んだ。しかし、荒木自身はこの件に対する見解を公にしていない。
ファッションモデルで女優の水原希子は、KaoRiの告発に触発されて、自身が荒木から受けたセクシュアルハラスメントとパワーハラスメントを2018年4月9日にInstagramで公にした。20代前半の2010 - 2014年頃に企業広告の仕事として荒木の被写体モデルを務めたが、上半身裸で胸部を自らの前腕で覆うポーズを指示され、平素の撮影時よりもかなり多い20数名の関係者らしき男性たちが撮影の場に来訪したと明かした。「荒木さん あなたにとって女性とは一体何なんですか？」「何故、長期に渡ってあなたのミューズであったかおりさんを精神的に追い込む必要があったのか。精神的に追い込んでいた事にさえも気づいていなかったのかもしれないけど、、」「私は何度も撮影して頂いた事もあったからこそ、シンプルに、残念極まりないです」と荒木に対して胸中を綴りつつ、「この業界にいる若いモデル、そして女性、男性にもこの記事を読んでほしい。モデルは物じゃない。女性は性の道具ではない」と呼びかけた。資生堂が2013年の元旦に「わたし、開花宣言」と新聞紙面で広告した写真は、荒木が水原の上半身裸を撮影したもので、水原が記した内容に合致していると指摘された。資生堂は2018年4月13日に「水原の所属事務所に事実確認を依頼し、自社内を調査したが、当社の広告撮影時に起きた出来事かどうかについては分からなかった」とインターネットメディアの問いに答えた。

### 写真業界の反応
2011年に休刊した写真雑誌『Photo GRAPHICA』の編集者だった沖本尚志は、同雑誌で担当した荒木の特集「KaoRi Sex Diary」がKaoRiの被害事例として記されたことに、2018年4月9日にFacebookで私見を記した。KaoRiが記す内容はほぼ事実と思われるが経済的困窮は知らなかった。荒木に忖度した責任の一端は自身にもあり「皆が等しく負うべき負の遺産である」と業界について記した。「僕の荒木さんの写真に対する評価はこれからも変わることはない。今回露呈した事実も、基本的には荒木さんとKaoRiさん二人の間の問題だからだ。」と記し、作品の制作に伴う犠牲は当事者間の問題で評価に影響しないとしている。
写真家の横木安良夫は、KaoRiへの批判と荒木の擁護を、2018年4月10日にFacebookと自身が運営するウェブサイト「CRP CROSSROAD PROJECT」で公開した。過去にKaoRiと荒木が恋人に近い関係にあったと推察し、荒木に「飽きられ」て男女の関係が綻びたKaoRiによる荒木への「リベンジ」ではないか、「証拠を揃えず、ネットで告発するのは、私刑的な集団リンチ」であると湯沢薫を含めて批判した。自らの芸術観を「芸術という特殊な、現代においての価値観は、憲法よりも上にたつ」としたうえで、荒木の表現を「ストレートに女性を搾取」することで「それこそまやかしの愛ではなく、生と死と愛と憎しみをコラージュする、それこそ真実の愛なのだ」と称賛し、「この告白は、荒木経惟の「ミューズ」という作品をかえって魅力的に仕立てたと思う」と記した。
荒木を長年評価してきた写真評論家の飯沢耕太郎は、2018年4月25日にウェブマガジン「REALKYOTO」へ寄稿し、「アラーキーは殺されるべきか？」と題して荒木の表現を擁護する論陣を張った。KaoRiの告発に共鳴する人々に理解されていない当時の文脈として「モデル志望の女性たちは、荒木さんに積極的に撮られたがって」いた。荒木のモデルである女性たちにとって荒木はセルフポートレートのための道具に過ぎず、彼女たちが自らカメラを持ち始めれば不要な存在となるという森村泰昌による分析を引用しつつ、時代の変化によって森村の予見通りの事態が進行し、荒木とモデルとの共犯関係が崩れた結果が今回の告発を引き起こしたと分析した。荒木には「戦前生まれの男性にありがちな「男尊女卑」」の傾向を認めつつ、そのうえでなお今回やり玉に挙げられた女性表現を含めた彼の表現を全否定すべきでないと主張した。
平凡社の編集者として『荒木経惟写真全集』（全20巻）などの刊行に携わった畑中章宏は、今回の事案についてコメントしない姿勢を当初Twitterで表明していた。その後、飯沢による論考に触発され、2018年5月9日にウェブマガジン「現代ビジネス」へ「アラーキーは、なぜ時代と乖離したのか？ 元担当編集が明かす」を寄稿した。「荒木の写真に対する評価は別にしても、現実と現在の時代状況からすれば、〔KaoRiの〕手記に書かれた荒木の行動は批判されるべきことだろう」と告発に一定の理解を示しつつ、「しかし、荒木が撮り続けてきた東京の民俗写真の意味はまったく損なわれていない」と荒木の写真表現の価値を女性表現とは別の側面から擁護した。

## 主な写真展
- 「わが愛・陽子」1976年、銀座ニコンサロン
- 「センチメンタルな写真、人生」1999年、東京都現代美術館
- 「森山・新宿・荒木」2005年、東京オペラシティーアートギャラリー
- 「私・生・死（Self・Life・Death）」2005年、バービカン・アート・ギャラリー（ロンドン）
- 「東京人生」2006年、江戸東京博物館
- 「熊本ララバイ」2009年、熊本市現代美術館

## 使用カメラ
様々なサイズのカメラを使って作品制作を行っている。作品のテーマに合わせてカメラを変えることでも知られる。
- イコンタシックス
- コニカビッグミニ、ヘキサー
- コンタックスG2
- ニコンSP（『わが愛、陽子』で使用）
- チノン（『愛しのチロ』、『チロとアラーキーと2人のおんな』など、主にチロ専用のカメラとして使用）
- プラウベルマキナ
- ペンタックスズーム70デート（『包茎亭日乗』などで使用）
- ペンタックス645、ペンタックス67（『Tokyo Nude』『東京は、秋』『日本人の顔シリーズ』などで使用）
- PENTAXMZ-S
- マミヤ7II
- ポラロイド・690
- ミノルタTC-1
- ミノルタハイマチックSD（日付が画面に入れられ、しかも簡単に動かすことが出来たため、『偽日記』などで使用）
- ライカM6、M7

## 荒木独特の言葉
- エロトス（「エロス」と「タナトス」の合成語）
- 大股小股開き
- 顔写
- クルマド（「クルマ」と「マド」の合成語。自動車に乗って、その窓から撮った写真。「クルマド・トーキョー」と呼ばれるシリーズなどがある）
- 劇写
- 私情（写真集「写真私情主義」などで使用）
- 東京アッジェ（55ミリレンズと三脚をつけたペンタックス67で東京の街を撮ること。写真家ウジェーヌ・アジェの撮影スタイルを真似たもの）
- 包茎亭（荒木の俳号。雑誌「噂の真相」に「包茎亭日乗」という連載をしていたことがある）
- 部屋ヌード（ヘアヌードのもじり）

## 作品
発行年順
- ゼロックス写真帖（荒木経惟写真帖）（1970年、私家版 全25巻、各限定70部）
- おー日本（1971年、幹出版）
- センチメンタルな旅（1971年、私家版 限定1000部）
- 水着のヤングレディたち（複写集団ゲリバラ5-(2)）（1971年、複写集団ゲリバラ5 発行年記載なし）
- 続 センチメンタルな旅 沖縄（1971年、私家版）
- 東京（1973年、複写集団ゲリバラ5）
- 写真への旅（現代カメラ選書13）（1976年、朝日ソノラマ）
- 男と女の間には写真機がある（1978年、白夜書房）
- 我が愛、陽子（ソノラマ写真選書7）（1978年、朝日ソノラマ）
- 劇写「女優たち」（1978年、白夜書房）
- 自写像 日本（グループ展カタログ）（1979年、ICP (ニューヨーク、アメリカ））
- 荒木経惟の偽ルポルタージュ（1980年、白夜書房）
- 荒木経惟の偽日記（1980年、白夜書房）
- 女旅情歌（1981年、北宋社（発売: 仮縫室））
- 写真論（1981年、冬樹社）
- 写真小説（1981年、小学館）
- 荒木経惟: 写真生活 (アサヒカメラ増刊）（1981年、朝日新聞社）
- 写真劇場 東京エレジー（1981年、冬樹社）
- アラキンZ Sniper Shot:（1981年、ミリオン出版（発売: 大洋図書））
- 女高生偽日記（1981年、八曜社）
- イコンタ物語（1981年、白夜書房）
- ラブホテルで楽写（1981年、白夜書房）
- 浪漫写真 私のアリスたち（1981年、青林堂）
- 美登利（1982年、単騎社（発売: 星雲社））
- わが愛と性（田辺聖子との共著、1982年、創樹社）
- センチメンタルエロロマン 恋人たち（1982年、白夜書房）
- ARA・KISSラブコール（1982年、パルコ出版局）
- 『10年目の「センチメンタルな旅」』冬樹社、1982年7月7日。
- 荒木経惟の真相（別冊「噂の真相」No.1）（1982年、噂の真相）
- 荒木経惟の世界（「別冊新評」1982年夏号）（1982年、新評社）
- 私が写真だ（1982年、群出版（発売: 績文堂出版））
- 愛の嵐（あらき）（1982年、白夜書房）
- ラブ・シーン（1983年、勁文社）
- 荒木経惟のエロス楽写 女景色旅（1983年、講談社）
- ライブ荒木経惟（「写真時代」増刊）（1983年、白夜書房）
- 新宿よ！（岡留安則との共著、1984年、青峰社（発売: 星雲社））
- 物語ソウル（中上健次との共著、1984年、パルコ出版）
- 少女世界（1984年、白夜書房）
- ノスタルジアの世界（1984年、白夜書房）
- 私説東京繁盛記（小林信彦との共著、1984年、中央公論社）
- 東京は、秋（1984年、三省堂）
- 写真狂殺人事件（1984年、作品社）
- 景色1981-1984（「写真時代」増刊）（1985年、白夜書房）
- 東京写真（「写真時代」増刊）（1985年、白夜書房）
- アラーキーの東京色情日記（1986年、白夜書房）
- 私小説（鈴木いづみとの共著、1986年、白夜書房）
- 『美登利 : 写真集』単騎社、1987年3月30日。（再版 長文解説付き）
- テリトリー論1（伊藤比呂美との共著、1987年、思潮社）
- 東京日記1981-1995（「写真時代」増刊）（1987年、白夜書房）
- 酔い痴れて（荒木陽子との共著、1987年、白夜書房）
- 少女物語（1988年、マザーブレーン（発売: 白夜書房））
- 愛情旅行（荒木陽子との共著、1989年、マガジンハウス）
- 東京物語（1989年、平凡社）
- 東京日記（1989年、フィクションインク（発売: 河出書房新社））
- 荒木経惟写真集「写真論」（1989年、河出書房新社）
- 純情写真小説集（1989年、ミリオン出版）
- TOKYO NUDE（1989年、マザーブレーン（発売: 太田出版））
- 青い隕石（勅使川原三郎との共著、1989年、求龍堂）
- 平成元年（1989年、アイピーシー）
- 愛しのチロ（1990年、平凡社）
- FOTO TANZ（1990年、アイピーシー）
- 東京ラッキーホール（1990年、太田出版）
- 少女物語 改訂版（1990年、マザーブレーン（発売: 太田出版））
- ネコノトピア・ネコノマニア（共著、1990年、太田出版）
- 冬へ（1990年、マガジンハウス）
- センチメンタルな旅・冬の旅（1991年、新潮社）
- 移動 ナビの舞う空（1991年、スイッチ・コーポレーション書籍出版部）
- 桃の園（1991年、マザーブレーン（発売: 太田出版））
- ジャンヌ（1991年、新潮社）
- 夢二（共著、1991年、用美社）
- 男と女の間には写真機がある（新装版）（1991年、太田出版）
- 恋愛（モデル: 桐島かれん）（1991年、扶桑社）
- 空景/近景（1991年、新潮社）
- 色景（1991年、マガジンハウス）
- 写狂人日記（1992年、スイッチ・コーポレーション書籍出版部（発売: 扶桑社））
- AKT-TOKYO 1971-1991（1992年、Edition Camera Austria（グラーツ、オーストリア））
- 原色の街（1992年、新潮社）
- アクト・トーキョー・ドキュメンツ（1992年、私家版（発売: フォトプラネット））
- 路地裏の花屋（仙波龍英との共著、1992年、マガジンハウス）
- 新版 私説東京繁盛記（小林信彦との共著、1992年、マガジンハウス）
- 10年目の「センチメンタルな旅」 (増補版、荒木陽子との共著、1992年、筑摩書房）
- 東京は、秋（新装版）（1992年、筑摩書房）
- 天使祭（1992年、太陽出版）
- 物事（1992年、私家版 限定1部）
- クルマド・トーキョー（1992年、スイッチ・コーポレーション 限定1部）
- 食事（1993年、マガジンハウス）
- 東京日和（荒木陽子との共著、1993年、筑摩書房）
- 恋する老人たち（編著、1993年、筑摩書房）
- 写狂人色日記（1993年、スイッチ・コーポレーション書籍出版部（発売: 扶桑社））
- 愛の新世界（島本慶との共著、1993年、東京三世社）
- 制服の（秘）処女（1993年、白夜書房）
- 情事（モデル: 白都真理、1993年、KKベストセラーズ）
- 都市の幸福（1993年、マガジンハウス）
- ラヴ・ユー・トーキョー（桑原甲子雄との共著、1993年、世田谷美術館 同展カタログ）
- 東京猫町（1993年、平凡社）
- Das Bild des Korpers（グループ展カタログ、1993年、Frankfurter Kunstverein（フランクフルト、ドイツ））
- 終戦後（1993年、AaT ROOM）
- 過去（1993年、白夜書房）
- エロトス（1993年、リブロポート）
- 私写真（1994年、朝日新聞社）
- Fake Love（モデル: [[川崎亜紀（浅香唯）]]（1994年、KKベストセラーズ）
- 私日記（1994年、AaT ROOM）
- アラキトロニクス（1994年、風雅書房）
- Junco（モデル: 三原じゅん子）（1994年、KKベストセラーズ）
- 猥褻写真（デジャ: ヴュ別冊）（1994年、フォトプラネット（発売: 河出書房新社））
- 荒木経惟 世界異才（グループ展カタログ）（1994年、H2O COMPANY (発売: キネマ旬報社））
- 包茎亭日乗（1994年、イーストプレス）
- 写神論（1994年、リブロポート）
- 墨東エロス（モデル: 水島裕子（1994年、光文社）
- Tokyo Love (ナン・ゴールディンとの共著、日本版。1994年、太田出版）
- Sawa・愛の新世界（モデル: 鈴木砂羽（1994年、KKベストセラーズ）
- 墨汁綺譚（1994年、AaT ROOM）
- さっちん（1994年、新潮社）
- 蠅の女（1994年、みずき）
- 東京風（1995年、白夜書房）
- 現在のない女（1995年、KKベストセラーズ）
- A日記（1995年、リブロポート）
- 童貞ダッチョ君（1995年、リブロポート）
- こどもの日 パパたち（展覧会カタログ）（1995年、「さっちんの夏」写真展実行委員会）
- 終景（1995年、AaT ROOM）
- アラーキー裸写 vol.1（1995年、竹書房）
- ラヴ・ラビリンス 沖縄烈情（1995年、新潮社）
- 辰吉丈一郎VS荒木経惟 不死鳥Joe（1995年、KKベストセラーズ）
- Tokyo Novelle（1995年、Kunstmuseum Wolfsburg (ヴォルフスブルク、ドイツ））
- 脂肪（中島唱子との共著）（1995年、新潮社）
- 東京性（1995年、コアマガジン）
- アラーキー裸写 vol.2（1995年、竹書房）
- 偽恋（石倭裕子との共著、1996年、竹書房）
- 花の町（田村隆一との共著、1996年、河出書房新社）
- 花 Flowers: Life and Death（1996年、西村画廊）
- 夜子（モデル: 夜子）（1996年、風雅書房）
- 花陰（1996年、ジャテック出版）
- ラヴ・ラビリンス 京都白情（1996年、新潮社）
- 小説写真（1996年、リクルート（発売: メディアファクトリー））
- やさしさは愛じゃない（谷川俊太郎との共著、1996年、幻冬舎）
- アラキグラフ（編著）（1996年、光文社）
- 愛情旅行（荒木陽子との共著、新書版、1996年、マガジンハウス）
- Shikijyo: Sexual Desire（1996年、Edition Stemmle（チューリヒ、スイス））
- 色情 第1集 2集（ポートフォリオ）（1996年、タカ・イシイ・ギャラリー 各限定30部）
- 写真への旅（新書版）（1996年、マガジンハウス）
- 旅少女（1996年、光文社）
- 写真心中（CD-ROM付き写真集）（1997年、光文社）
- 恋愛関係（1997年、河出書房新社）
- 花曲（1997年、新潮社）
- 香港キッス（CD-ROM付き写真集）（1997年、ジャストシステム）
- Aの愛人[26]（荒木経惟写真全集 第19巻）（1997年、平凡社）
- さっちんとマー坊（写真全集完結記念限定版）（1997年、平凡社）
- 死現実（1997年、青土社）
- 天才になる！（1997年、講談社）
- 東京コメディ（1997年、光琳社出版）
- 東京観音（杉浦日向子との共著、1998年、筑摩書房）
- 夏小説（1998年、平凡社）
- 冬恋（モデル: 大竹一重、1998年、ぶんか社）
- Tokyo Nostalgia（1998年、Galleria Photology（ミラノ、イタリア））
- Visions of Japan: ARAKI Nobuyoshi（1998年、光琳社出版）
- 陶景（共著、1998年、小学館）
- ARAKI IN WIEN（1998年、光琳社出版）
- 『台北』光琳社出版、1998年6月24日。
- ポラエロ・黒黴（水島裕子との共著、1998年、ぶんか社）
- Rainyday 市川染五郎 (市川染五郎との共著、1998年、メディアファクトリー）
- 写神（1998年、日本地域社会研究所）
- 荒木経惟の熱烈ラヴラヴトーク（対談集）（1998年、双葉社）
- 人妻エロス 1/X（1998年、双葉社）
- Summer Sex (モデル: 夏生ゆうな）（1998年、スコラ）
- 秋桜子Cosmosco（1998年、小学館）
- 脂肪（中島唱子との共著、文庫版、1998年、新潮社）
- 裸小説（1998年、KKベストセラーズ）
- 上海帰りのアラーキー（自唱CD付き写真集）（1998年、光琳社出版）
- 荒木経惟の写真術（1998年、フォトプラネット（発売: 河出書房新社））
- 日記のお手本 (共著、小学館文庫オリジナル）（1999年、小学館）
- 男の顔面（1999年、文藝春秋）
- 人妻エロス 2/X（1999年、双葉社）
- 東京ノスタルジー（1999年、平凡社）
- 流石（1999年、ヒステリック・グラマー）
- 春雪抄（1999年、フォトプラネット（発売: 河出書房新社）
- アンデルセン、京都巡礼（1999年、メディアファクトリー）
- 特選！クライマックス99（1999年、マガジンハウス）
- 天城淫行 流奈（モデル: 永井流奈）（1999年、ぶんか社）
- 俺、南進して（町田康との共著）（1999年、新潮社）
- 軽井沢心中（1999年、光文社文庫）
- 人妻エロス 3X（1999年、双葉社）
- バンコク写真博覧会トムヤム君の冒険（1999年、祥伝社）
- 東京慕情（1999年、新風舎）
- アラーキーのTARO愛 岡本太郎への旅（1999年、光文社）
- 人町（1999年、旬報社）
- 猫日和 晴れた日も雨の日も猫がいればそこが楽園（1999年、平凡社）
- Tokyomania（2000年、Galerie Kamel Mennour（パリ、フランス））
- 写狂人大日記（2000年、スイッチ・バブリッシング）
- ARAKI（Photo Poche No.86）（2000年、Nathan（フランス））
- NOBUYOSHI ARAKI VIAGGIO SENTIMENTALE 同展カタログ（2000年、Museo Pecci, Plato/Gli Oli（プラト、イタリア））
- 人妻エロス 4/X（2000年、双葉社）
- ポラエヴァシー（2000年、晶文社）
- 限定版 ポラエヴァシー（2000年、晶文社）
- Skyscapes（2000年、Kodax Publisher（スイス））
- 写真私情主義（2000年、平凡社）
- 格闘男（2000年、プロレスをおもしろがる会（発売: ワニマガジン社）
- 温泉ロマンス アラキグラフ第弐号（2000年、光文社/知恵の森文庫）
- 純写真から純文学へ（2000年、松柏社）
- 全体主義 部分主義（2000年、㈱エクスプランテ）
- アラーキー顔写「富山ノ女性」 0歳から100歳までの101人（2000年、福岡町 ミュゼ福岡カメラ館）
- 恋少女（2000年、マガジンハウス）
- 百花百蝶 菱沼良樹×荒木経惟（2000年、講談社インターナショナル）
- Shino（2000年、グラフィック社）
- ANA 九州日和（モデル: 本上まなみ 小説: 伊集院静）（2000年、ANA（全日空））
- イヴ叢書I 墓地裏の花屋抄（仙波龍英: 短歌）（2000年、ギャラリー・イヴ）
- 中村勘九郎写真集 法界坊（2000年、ホーム社（発売: 集英社））
- 人妻エロス 5/X（2000年、双葉社）
- 愛の風俗街道 (花村萬月著 写真: 荒木経惟）（2000年、光文社/カッパブックス）
- 寂聴×アラーキー 新世紀のフォトーク（瀬戸内寂聴との共著）（2000年、新潮社/新潮文庫）
- 荒木経惟・末井昭の複写『写真時代』（2000年、ぶんか社）
- 色情狂（2001年、タカ・イシイ・ギャラリー）
- 見る・写す・表す グループ展カタログ（2001年、世田谷美術館）
- 新世紀ノ写真 限定2001部（2001年、AaT ROOM（発売: アイセンシア））
- 津山登志子写真集「哀」（2001年、双葉社）
- 風女（ふうじょ）（2001年、バウハウス）
- 小説ソウル（2001年、スイッチ・パブリッシング）
- メイプルソープ&アラーキー 百花乱々展 同展カタログ（2001年、新潟市美術館・小田急美術館他）
- 天才アラーキー 写真ノ方法 集英社新書（2001年、集英社）
- Tokyo Still Life 同展カタログ（2001年、Ikon Gallery, Birmingham）
- すべての女は美しい（2001年、大和出版）
- 新世紀ノ写真（2001年、AaT ROOM（発売: アイセンシア））
- 天才アラーキー 元気チョーダイ！（2001年、集英社）
- 天才アラーキーの一期一裸（2001年、集英社/ビジネスジャンプ特別編集）
- みすず（2001年、紀伊国屋書店）
- ALIVE : Overseas1997-2000 DVD（2001年、クエスト））
- ARAKI MYTHOLOGY（2001年、Images Modernes, Paris（パリ、フランス））
- 唄女 <うたいめ>（2001年、バウハウス）
- 再び写真へ（2001年、AaT ROOM（発売: アイセンシア））
- 小林ひとみ写真集「愁」（2001年、双葉社）
- 彼岸にて（2001年、AaT ROOM（発売: アイセンシア）
- 8月ノ愛人 <ラマン>（小真理との共著）（2002年、小学館）
- 東京日記 Tokyo Self Diary 1981-1989（2002年、出窓社）
- アラキネマ花曲3 DVD作品（2002年、クエスト）
- 去年（2002年、AaT ROOM（発売: アイセンシア））
- 私説東京繁盛記（2002年、筑摩書房）
- 荒木経惟の濹東綺譚 小真理といふ女（2002年、インターメディア出版）
- 日本人ノ顔 大阪3-1 3冊シリーズの1（2002年、紀伊国屋書店）
- アラーキーの恋時間（2002年、KKベストセラーズ）
- 人妻エロス 7/X（2002年、双葉社）
- ARAKI（2002年、Tascen（ケルン、ドイツ））
- 開国マーチ（藤井誠二との共著）（2002年、実業之日本社）
- 天才アラーキーの眼を磨け（2002年、平凡社）
- アラーキーの恋時間 Vol.2（2002年、KKベストセラーズ）
- 景色 Sexual Colors（2002年、インターメディア出版）
- Helena・Araki “LOVE in TOKYO”（モデル: ヘレナ・クリステンセン）（2000年、H2O COMPANY）
- 花人生 同展カタログ（2002年、何必館・京都現代美術館）
- アラーキー情写（2002年、KKベストセラーズ）
- 日本人ノ顔 大阪3-2 3冊シリーズの2（2002年、紀伊国屋書店）
- 日本人ノ顔 大阪3-3 3冊シリーズの3（2002年、紀伊国屋書店）
- IZUMI, this bad girl.（鈴木いずみとの共著）（2002年、文遊社）
- 愛しのチロ（新装版）（2002年、平凡社）
- 天才アラーキー写真ノ時間（2003年、集英社/集英社新書）
- アラキネマ 花曲4「死曲」 DVD作品（2003年、クエスト）
- 人妻エロス 8/X（2003年、双葉社）
- ARAKI by ARAKI（2003年、ワイズ出版）
- 風ヒカル 星川ヒカル写真集（2003年、新潮社）
- 東京旅日記（写真叢書）（2003年、ワイズ出版）
- 月刊 奥菜恵special（2003年、新潮社）
- 東京夏物語（2003年、ワイズ出版）
- 鹿児島ノ顔（日本人ノ顔）（2004年、南日本新聞開発センタ）
- 人妻エロス 9 / X（2004年、双葉社）
- 月刊 さとう珠緒（2004年、新潮社）
- 包茎亭日乗完（2004年、ビレッジセンター出版局）
- Arakinema 冬春(DVD)（2004年、クエスト）
- 乳房（ちちふさ）、花なり。（モデル: 宮田美乃里）（2004年、ワイズ出版）
- モルヒネも効かぬ五月（2004年、バジリコ）
- 再びのソウル「記憶」（中上紀との共著）（2004年、アートン）
- 風光の済州島「漂流」（2004年、アートン）
- Arakinema 炎夏（DVD）（2005年、クエスト）
- 森山・新宿・荒木（森山大道との共著）（2005年、平凡社）
- Arakinema 花秋（KASHU）（DVD）（2005年、クエスト）
- 月刊 宮崎ますみ special（2005年、新潮社）
- 人妻エロス 10/X（2005年、双葉社）
- 空事（くうじ） 写狂人日記2004年（2005年、スイッチ・パブリッシング）
- 飛雲閣ものがたり（2005年、本願寺出版社）
- SUBWAY LOVE（2005年、IBCパブリッシング）
- 青ノ時代（2005年、アートン）
- 去年の夏（2005年、アートン）
- 色淫女（2006年、アートン）
- 写真ノ中ノ空（谷川俊太郎との共著）（2006年、アートン）
- 6×7反撃（2007年、アートン）
- チロ愛死(2010年、河出書房新社）
- 天才アラーキー 写真ノ愛･情（2011年、集英社、集英社新書ヴィジュアル版）
- 完全版 写真ノ話（2011年、白水社）
- 写狂老人日記（2011年､ワイズ出版）
- 72歳（2012年、ワイズ出版）
- 愛のバルコニー（2012年、河出書房新社）
- 死小説（2013年、新潮社）
- アラーキー洒落語録 天才！いろは歌留多（2013年、双葉社）